# Schaduw over Tombstone
Schaduw over Tombstone is het vijfentwintigste deel uit de stripreeks Blueberry van Jean-Michel Charlier (scenario) en Jean Giraud (tekeningen). Het album verscheen in 1997 bij uitgeverij Dargaud. Bij uitgeverij Sherpa verscheen een luxe hardcover editie in zwart/wit. Mister Blueberry werd in 2019 samen met de delen Arizona love, Mister Blueberry en Geronimo de Apache integraal uitgegeven door Dargaud. 

## Inhoud
Blueberry, herstellende van de schotwonden die hij heeft opgelopen, wordt verpleegd door Dorée Malone. Op zijn hotelkamer in Tombstone  ontvangt hij Campbell, de journalist uit Boston, die een boek over hem wil schrijven. Blueberry vertelt hem een episode uit zijn verleden, die zich afspeelde acht maanden na het einde van de burgeroorlog. In dronken toestand werd Blueberry toen opgepikt door een postkoets die een pastoor en zijn dochter vervoerde, en vergezeld van soldaten op weg was naar fort Mescalero, de nieuwe standplaats van Blueberry. Onderweg werden ze gevolgd door de Apaches, die hen uiteindelijk in een hinderlaag lokten. Blueberry, knock-out, merkte pas op wanneer hij wakker werd dat iedereen is verdwenen. In het verhaal slaagde hij erin het Indiase kamp te vinden en de pastoor te bevrijden. 
Ondertussen vertrekt uit Tombstone een zwaar bewaakt konvooi met de zilverschat van Strawfield. Onderweg overvalt de Clanton-clan, vermomd als indianen, het konvooi en doden iedereen, met uitzondering van een man, die naar Tombstone terugkeert om de stad te waarschuwen. Na de overvalt verschijnt Bill Clanton in de salon van hotel Dunhill en provoceert Virgil Earp. Bijna komt het tot een schietpartij. Wyatt Earp en Doc Holliday die ook in de salon aanwezig zijn bemoeien zich ermee en het loopt met een sisser af. 

## Hoofdpersonen
- Blueberry, ex-cavalerieluitenant
- John Cambell, journalist uit Boston,
- Billy Parker, hulpje van Cambell,
- Tom Dorsey, directeur van de Tombstone Epitaph
- Jonas Clum, eigenaar van de Tombstone Epitaph,
- mr. Strawfield, directeur van de zilvermijnen,
- Dorée Malone, zangeres,
- Wyatt Earp, sheriff van Tombstone,
- Virgil Earp, broer van Wyatt Earp,
- Doc Holliday,